# Palazzo Colloredo

Stemma della famiglia Guerrieri Gonzaga

Palazzo Colloredo (Palazzo Guerrieri o Palazzo di Giustizia) è uno storico edificio di Mantova, sito in via Carlo Poma, 9.

## Storia e descrizione
Il palazzo venne edificato inglobando il preesistente edificio di proprietà di Giacomo Boschetti (1471-1509), padre di Isabella amante del duca Federico II Gonzaga, per volere di Giovanni Battista Guerrieri tra il 1599 e il 1603, uomo d'armi al servizio dei Gonzaga.
Nel corso degli anni, fu proprietà della famiglia Guerrieri Gonzaga, poi dei Nobili Gonzaga, quindi dei Gonzaga di Vescovato, della famiglia Trotti, dei Colloredo ed infine dell'ingegnere Gian Francesco Jano nel 1839, che lo vendette al Comune di Mantova nel 1872. La struttura è attribuita all'architetto Antonio Maria Viani, prefetto delle fabbriche gonzaghesche dal 1595 al 1632 forse su disegno di Giulio Romano, come l’ideazione delle decorazioni pittoriche a stucco che si trovano all'interno. I dipinti nel palazzo, della fine del XVI secolo, sono opera del pittore cremonese Orazio Lamberti e di Vincenzo Tragnoli.
Il palazzo si caratterizza per la presenza sulla facciata monumentale, oggetto di recente restauro (2008-2009), di 12 atlanti colossali in forma di erme in stucco che sostengono i capitelli.
Al suo interno si trova un ampio giardino, chiuso da scuderie ed altri locali di servizio.

## Galleria d'immagini

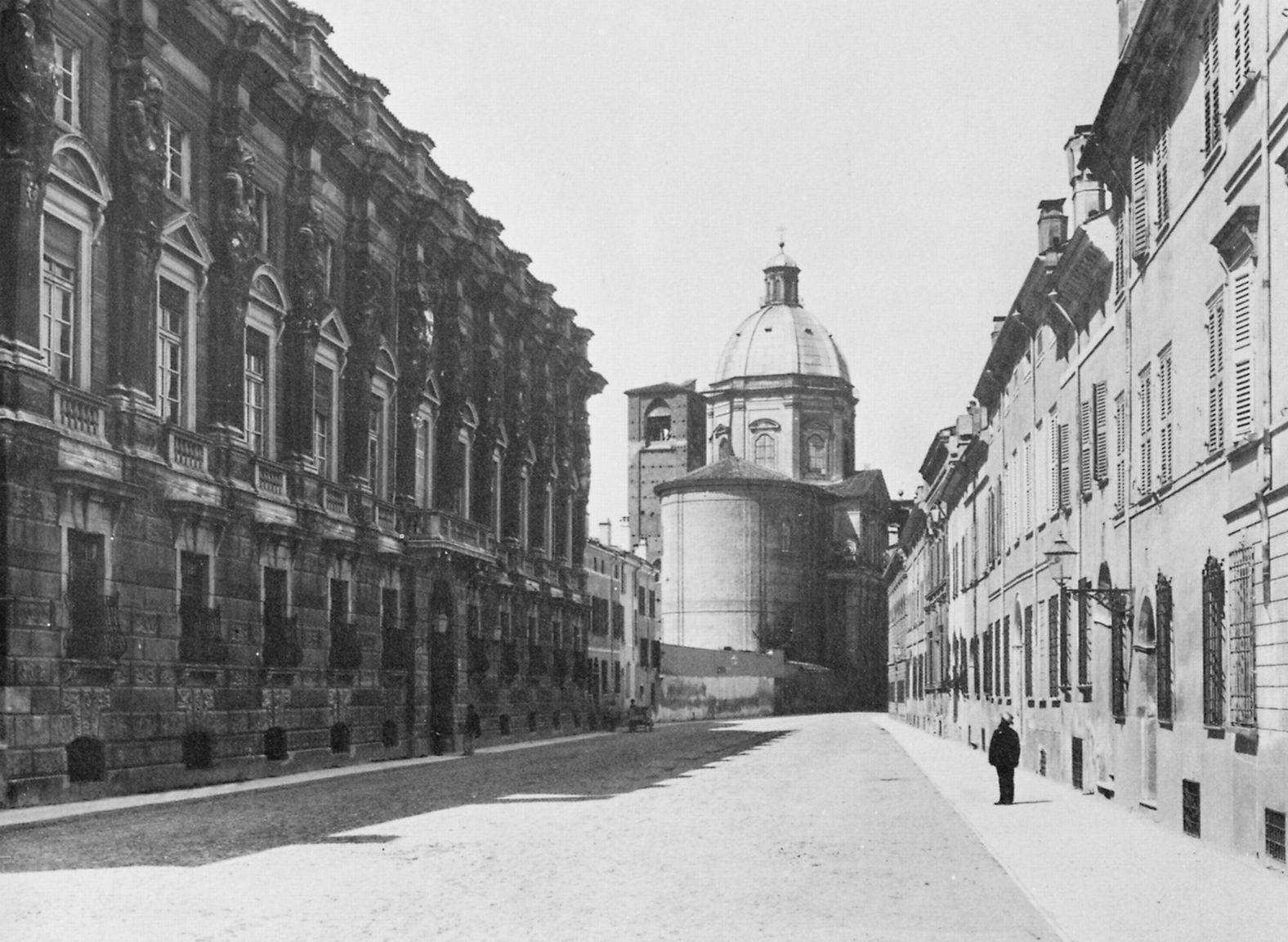
Il palazzo, a sinistra, a fine '800
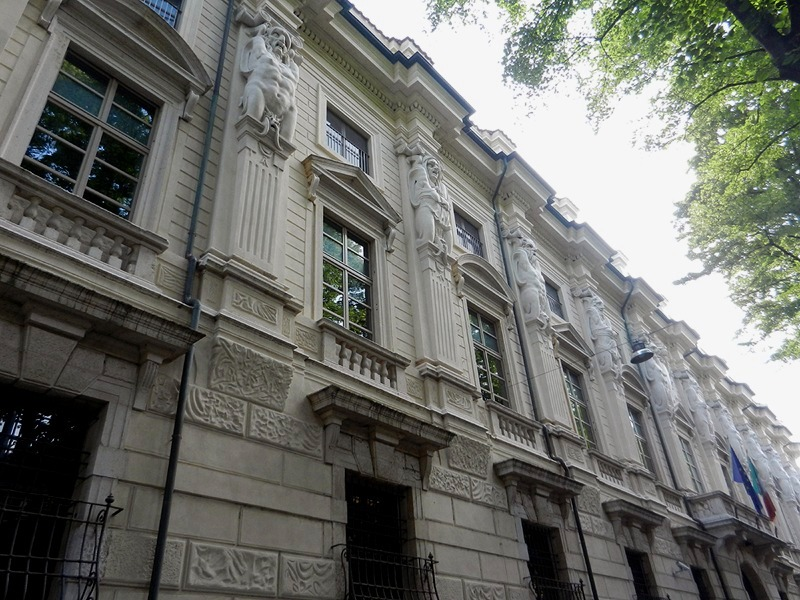
La facciata
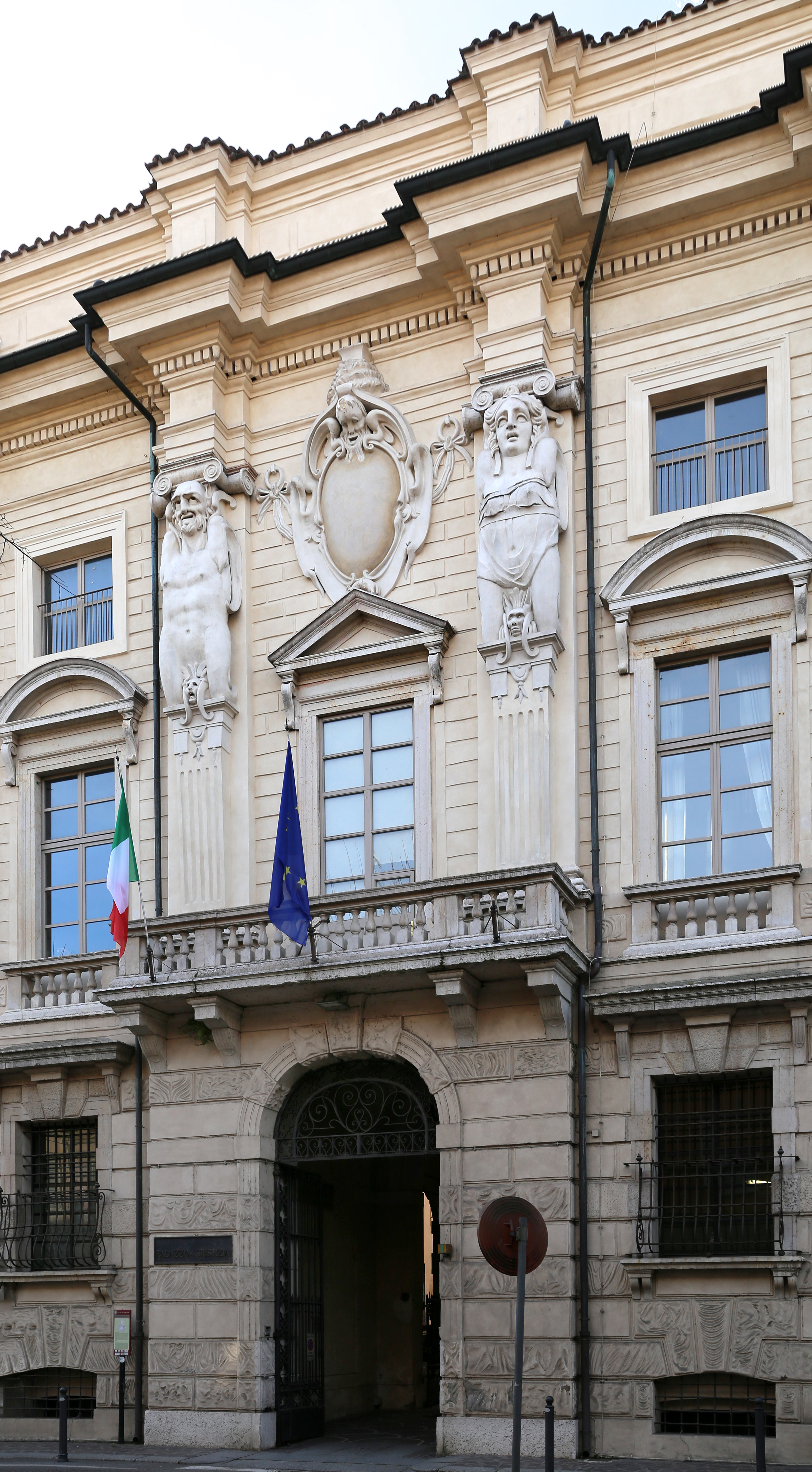
Particolari
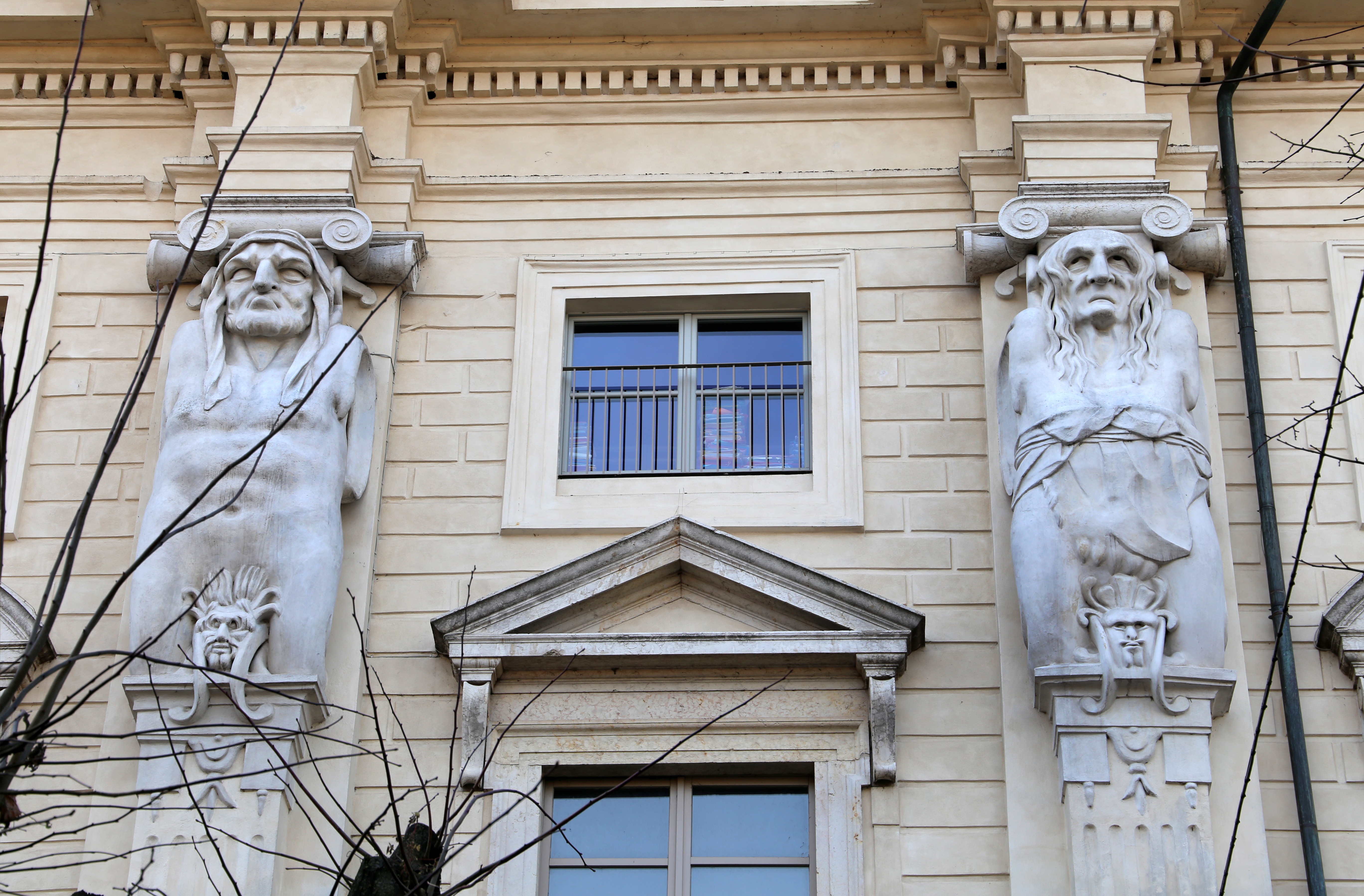
Particolari